# Площадь Чекистов (Волгоград)
Площадь Чекистов — площадь в Ворошиловском районе Волгограда.

## История
В 1947 году сотрудники МГБ и МВД по Сталинградской области выступили с предложением о возведении памятника офицерам контрразведки Сталинградского фронта, солдатам и офицерам 10-й дивизии войск НКВД и сотрудникам милиции, павшим смертью храбрых при защите Сталинграда. Этот монумент получил название «Памятник чекистам». Автор памятника — архитектор-художник Феофилакт Коимшиди. Памятник вместе с разбитым рядом сквером стал первым в истории СССР мемориалом в честь сотрудников правоохранительных органов, погибших при исполнении служебного долга в дни Великой Отечественной войны.
Спустя 20 лет, в 1967 году решением Советского райисполкома прилегающая территория была названа «Площадью чекистов».
Сама площадь, в традиционном понимании, располагалась на месте нынешнего бизнес-центра «Меркурий».